# Monasterio de Glozhene

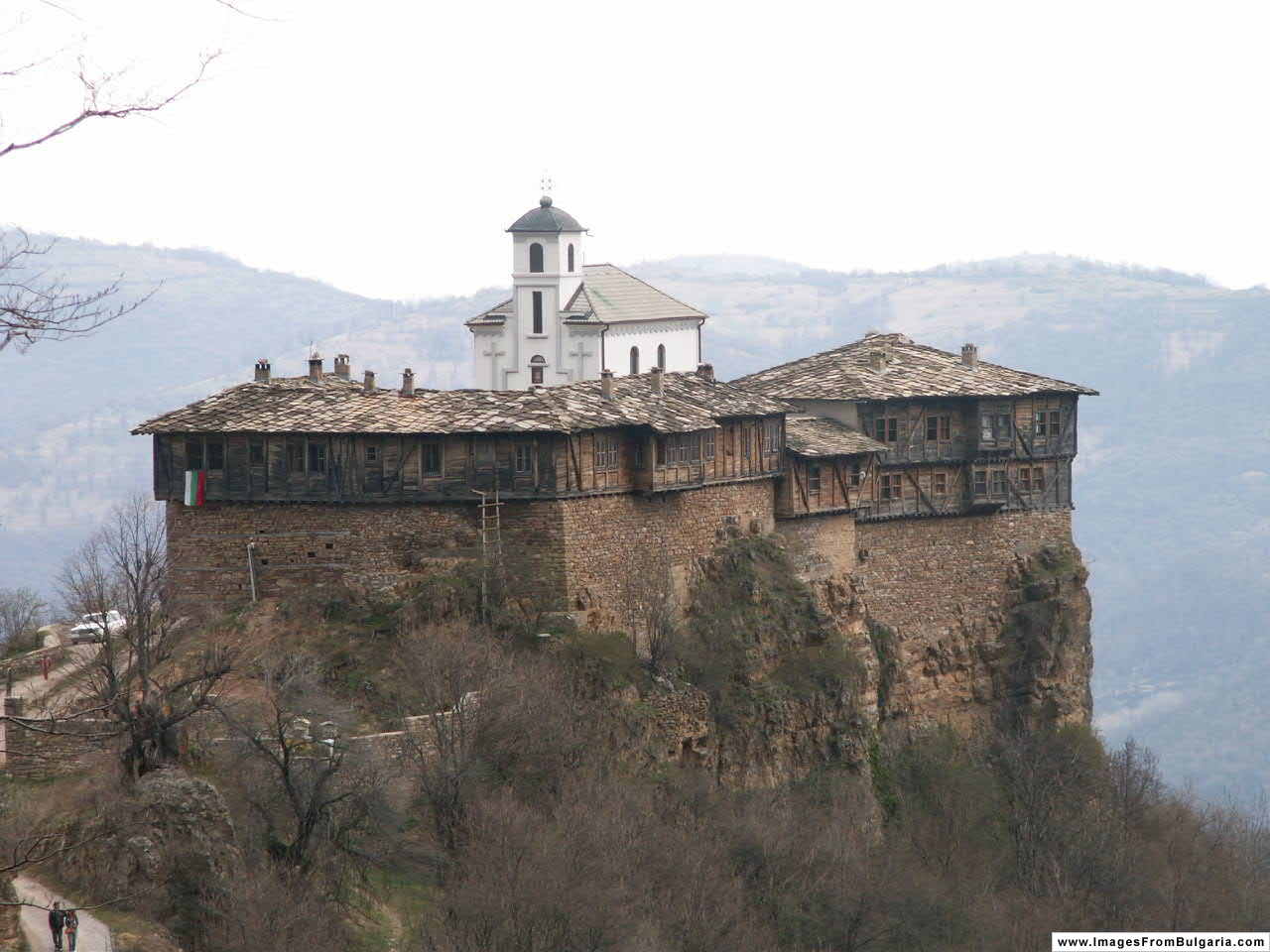
Monasterio de Glozhene.

El Monasterio de Glozhene es un monasterio ortodoxo búlgaro localizado en la vertiente norte de los montes Balcanes, cerca de la localidad de Glozhene y el río Vit a doce kilómetros de Teteven.

## Historia
Según la leyenda el monasterio fue construido en el siglo XIII más concretamente en el año 1224 cuando el príncipe de Kiev Georgi Glozh se estableció en la zona con la aprobación del zar Iván Asen II. Georgi fundó el monasterio con el nombre de San Jorge, donando un icono del mismo que había traído consigo precedente del monasterio de Kiev.
El monasterio fue usado por Vasil Levski para esconderse de los turcos, de esta forma usaba los túneles que conectaban con el monasterio, túneles que fueron destruidos durante el terremoto de 1928.
La iglesia del monasterio fue fundada posteriormente al monasterio, en el siglo XIV. Esta primera iglesia fue destruida por un terremoto en 1913. La iglesia actual fue construida en 1931 en el emplazamiento de la antigua sede.